# Vichara
Vichara (Sanskrit, IAST vicāra, en devanāgarī : विचार ; pali : vicāra) signifie « procédure », « délibération », « introspection » ou « investigation ».

## Hindhouisme

### Sāṃkhya Yoga
Dans les Yoga Sūtra de Patañjali, vicāra est l'un des quatre états du saṃprajñāta samādhi consécutifs à la pratique constante (abhyāsa) des huit membres (aṅga) du Yoga. Cet état appelé vicāra samādhi est une concentration discriminante qui permet de percevoir à la base les cinq éléments denses après condensation (pañcabhūta paramānu) et les cinq éléments subtils (Tanmātra) qui sont la cause productive des cinq éléments grossiers (mahābhūta. Ce samādhi dépend encore des impressions (saṃskāra) du « sens du je » (asmitā) reposant dans le citta.

## Bouddhisme
Dans la méditation bouddhique, vicāra  désigne l'attention soutenue, l'attitude du méditant pratiquant samatha bhavana et focalisant son attention sur l'objet de la pratique. 
Ce maintien de l'attention ne désigne pas la concentration par elle-même. Elle signifie que le méditant fait l'effort de maintenir son attention. Une comparaison est que vitarka consiste à tenir un bol d'une main et que vichara  consiste, de l'autre, à le nettoyer. Une autre est que vitarka est le coup sur le gong et vichara le son continu qui en résulte.
Vichara est un facteur menant à la concentration, présent dans le premier jhana. À la différence de vitarka, le mental reste concentré sans distraction sur l'objet de l'attention (tel que la respiration dans la technique anapanasati).